# Münsterdorf

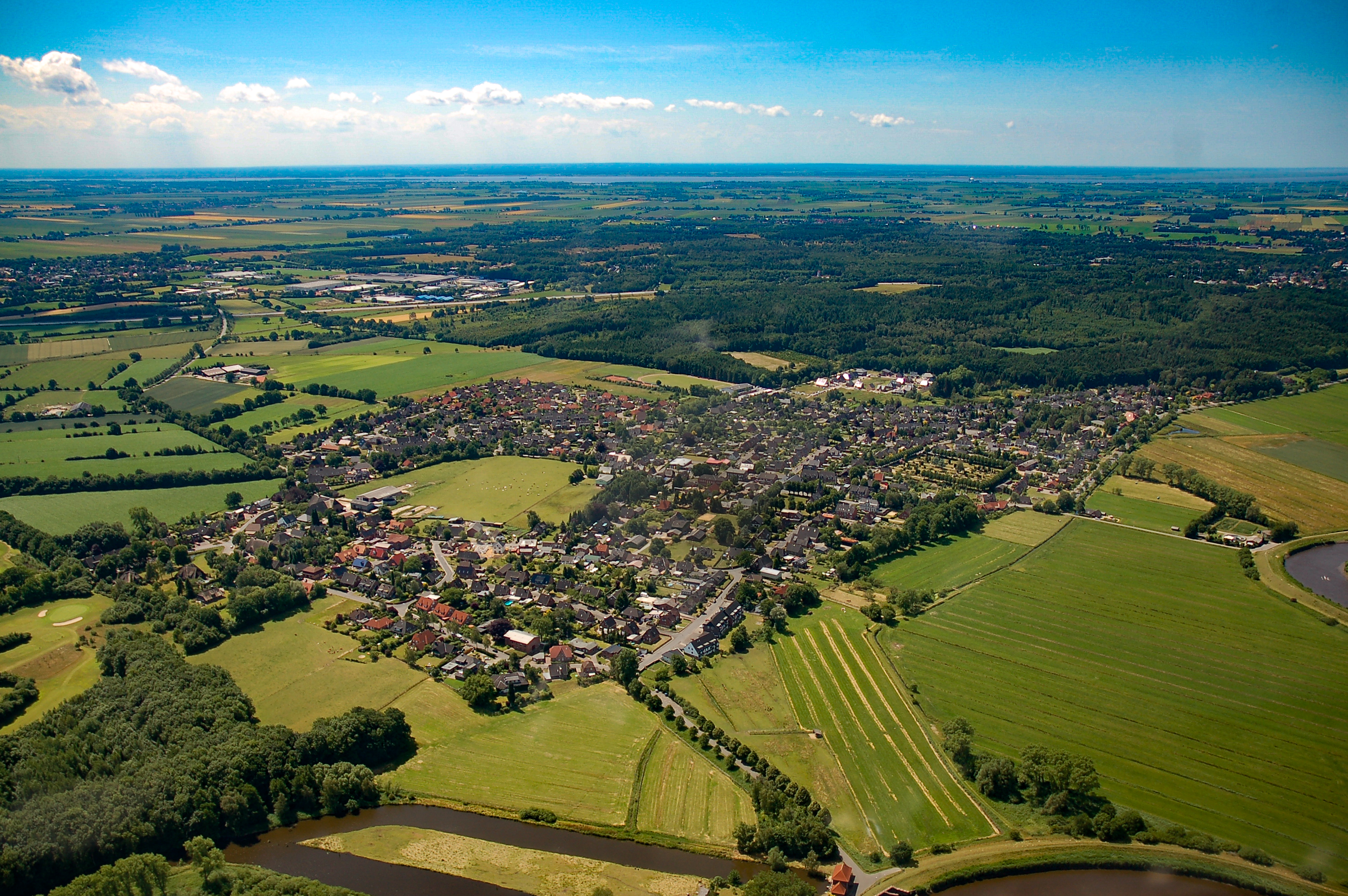
Münsterdorf aus der Luft

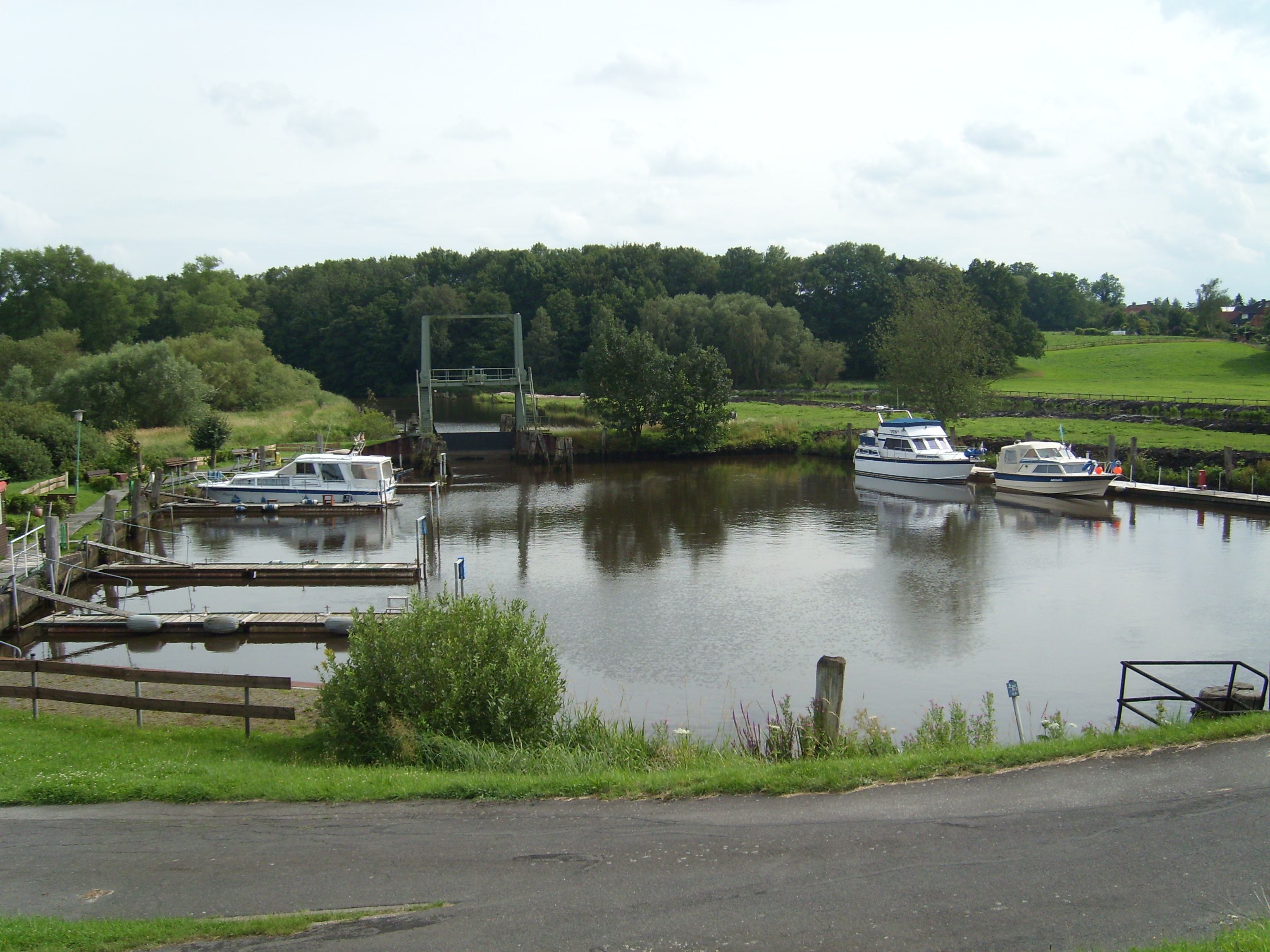
Der Münsterdorfer Yachthafen mit der Schleuse zum Breitenburger Kanal

Münsterdorf (niederdeutsch: Münsterdörp) ist eine Gemeinde im Kreis Steinburg in Schleswig-Holstein.

## Geografie

### Geografische Lage
Das Gemeindegebiet von Münsterdorf erstreckt sich im Naturraum Holsteinische Vorgeest (Haupteinheit Nr. 698) auf der nach dem Ort benannten Geestinsel südlich von Itzehoe am südlichen Ufer der Stör.

### Gemeindegliederung
Gemäß dem zum Zweck der Volkszählung in der Bundesrepublik Deutschland 1987 aufgestellten Wohnplatzverzeichnis befindet sich neben dem namensgebenden Dorf auch teilweise der Ortsteil Nordoe im Gemeindegebiet.

### Nachbargemeinden
Benachbarte Gemeindegebiete von Münsterdorf sind:
| Itzehoe                 | Oelixdorf                                   |             |
| Breitenburg (OT Nordoe) | Kompassrose, die auf Nachbargemeinden zeigt | Breitenburg |
| Dägeling                | Lägerdorf                                   |             |

## Geschichte
Am 1. Februar 1973 wurde ein Gebietsteil mit damals mehr als 100 Einwohnern an die Nachbargemeinde Breitenburg abgetreten.

## Politik

### Gemeindevertretung
Bei der Kommunalwahl am 14. Mai 2023 wurden insgesamt 13 Sitze vergeben. Diese fielen alle an die Münsterdorfer Interessen Gemeinschaft e. V. Die Wahlbeteiligung betrug 60,5 %.

### Wappen
Blasonierung: „Über silbernen und blauen Wellen in Blau ein silberner Krummstab zwischen zwei begrannten goldenen Ähren.“

## Wirtschaft und Verkehr
In der Gemeinde gibt es mehrere Handwerks-, Dienstleistungs- und Einzelhandelsbetriebe. Darunter die Münsterdorfer Mobiliengilde, eine der ältesten Versichertengemeinschaften der Welt.
Im südwestlichen Teil berührt die Trasse der Bundesautobahn 23 bei der Anschlussstelle Itzehoe-Süd (Nr. 10) das Gemeindegebiet. Sie bindet an der Bundesstraße 77 an.

## Kultur und Sehenswürdigkeiten

### Bauwerke
Der Ortskern wird durch die neugotische St.-Anschar-Kirche, die historische Dorfgaststätte „Krug zum grünen Kranze“ sowie die historische Grundschule von 1893 dominiert.

### Sport
Der Münsterdorfer Sportverein (MSV) ist ein Breitensportverein mit über 1000 Mitgliedern, die meisten von ihnen stammen aus dem Ort und seiner direkten Umgebung. Der Verein hat mehr als 50 Mannschaften in verschiedenen Sparten, die auf Kreisebene an Wettkämpfen teilnehmen und mehrere Hobbygruppen, die nicht an Punktspielen teilnehmen.

### Naturschutz
Im Westen der Gemeinde liegt ein Teil des am 22. Oktober 1942 gegründeten Landschaftsschutzgebietes Landschaftsteil "Eichenwald Nordoe". Zwischen der Bundesautobahn 23 im Westen und der Wohnbebauung von Münsterdorf befindet sich ein großes Waldgebiet. Die nördliche Gemeindegrenze liegt in der Flussmitte der Stör. Die Wasserfläche und ein schmaler Uferstreifen im Gemeindegebiet sind Teil des europäischen NATURA 2000-Schutzgebietes FFH-Gebiet Schleswig-Holsteinisches Elbästuar und angrenzende Flächen.

## Söhne und Töchter des Ortes
- Detlev Conrad Blunck, (* 22. Juni 1798; † 7. Januar 1853 in Hamburg), Maler und Zeichner.
- Carl („Charly“) Degelow (* 5. Januar 1891; † 9. November 1970 in Hamburg), Jagdflieger im Ersten Weltkrieg, wurde als letzt deutscher Pilot mit dem Orden Pour le Mérite ausgezeichnet.

## Bilder

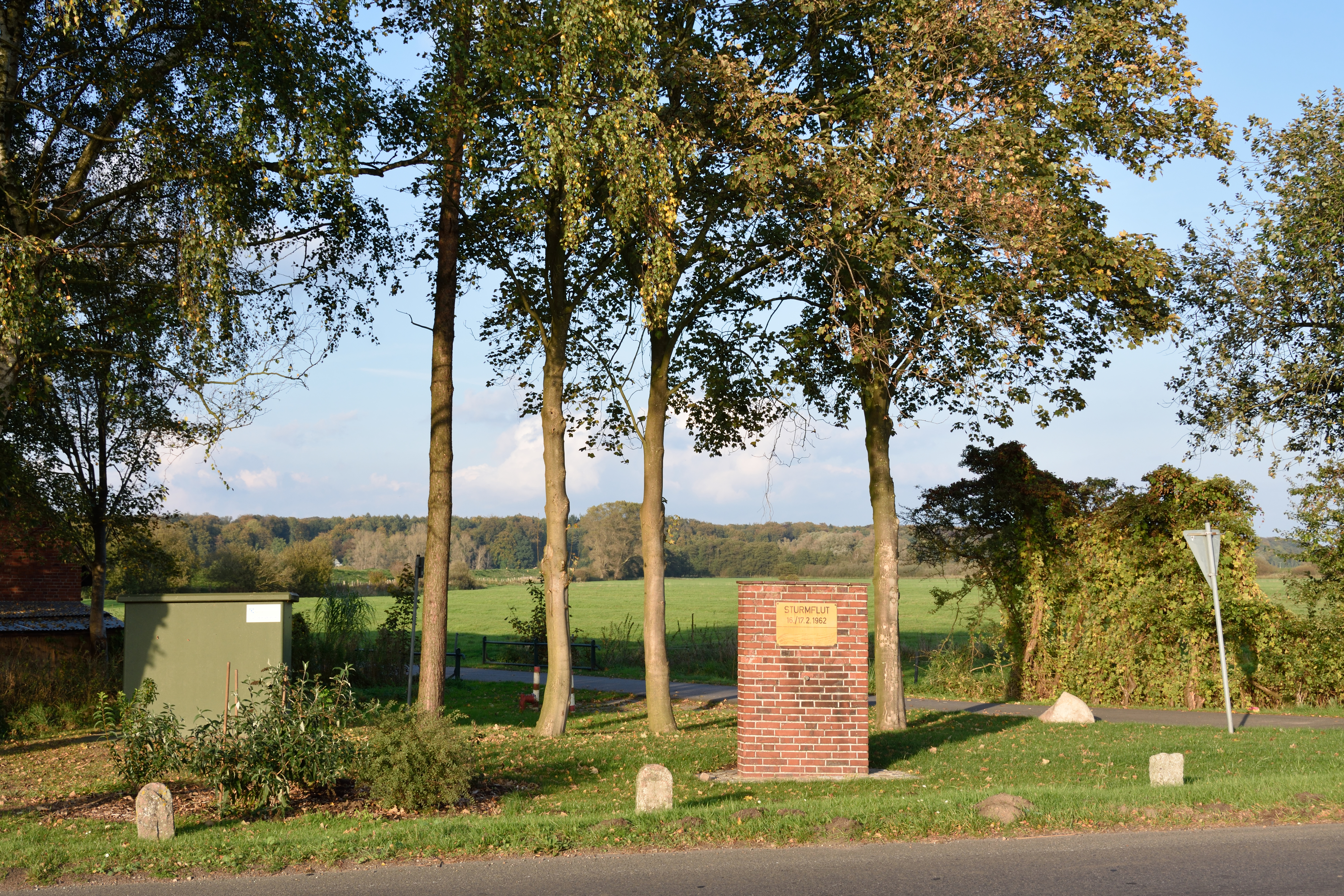
Münsterdorf wurde von der Sturmflut 1962 schwer getroffen
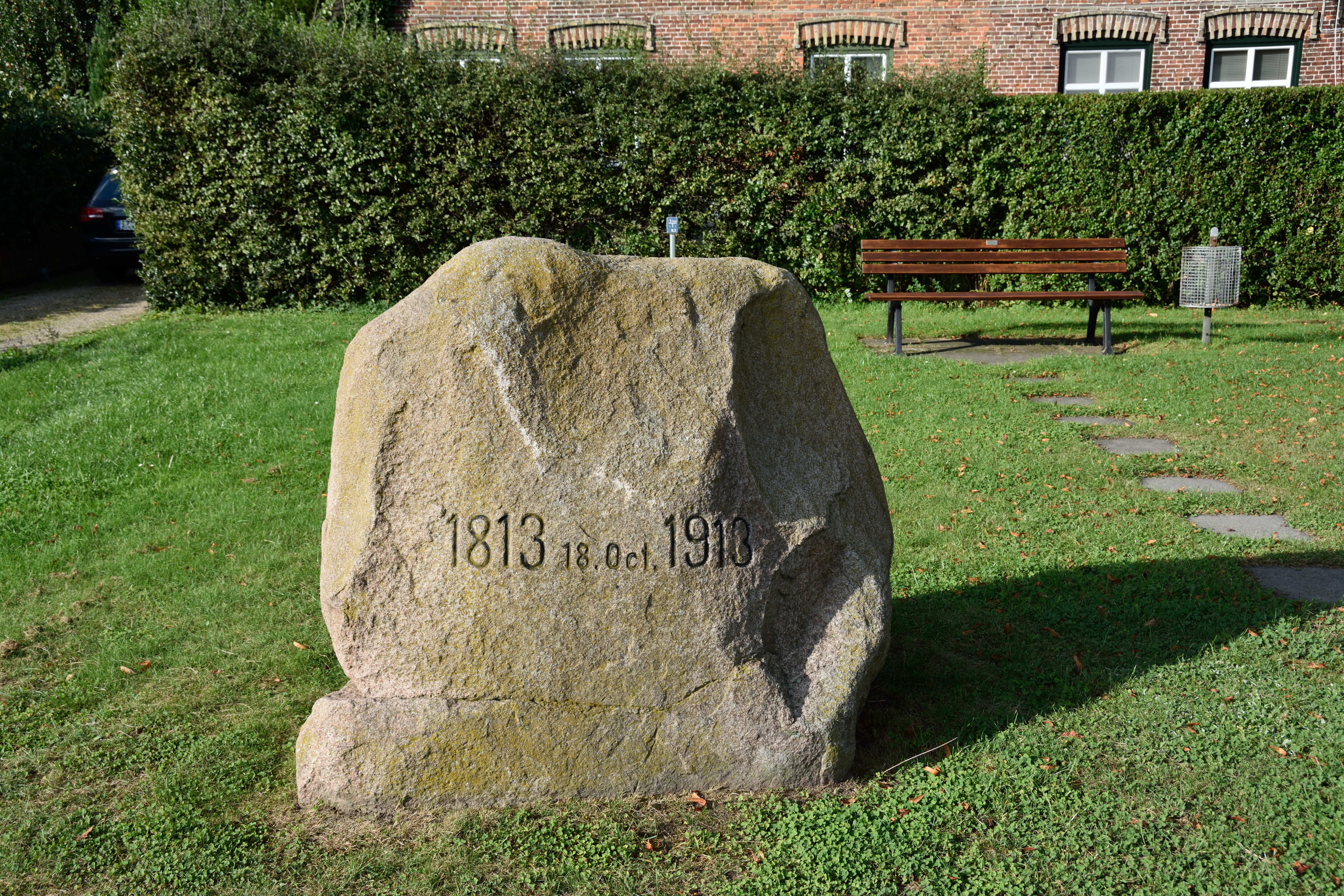
Gedenkstein für die Befreiungskriege
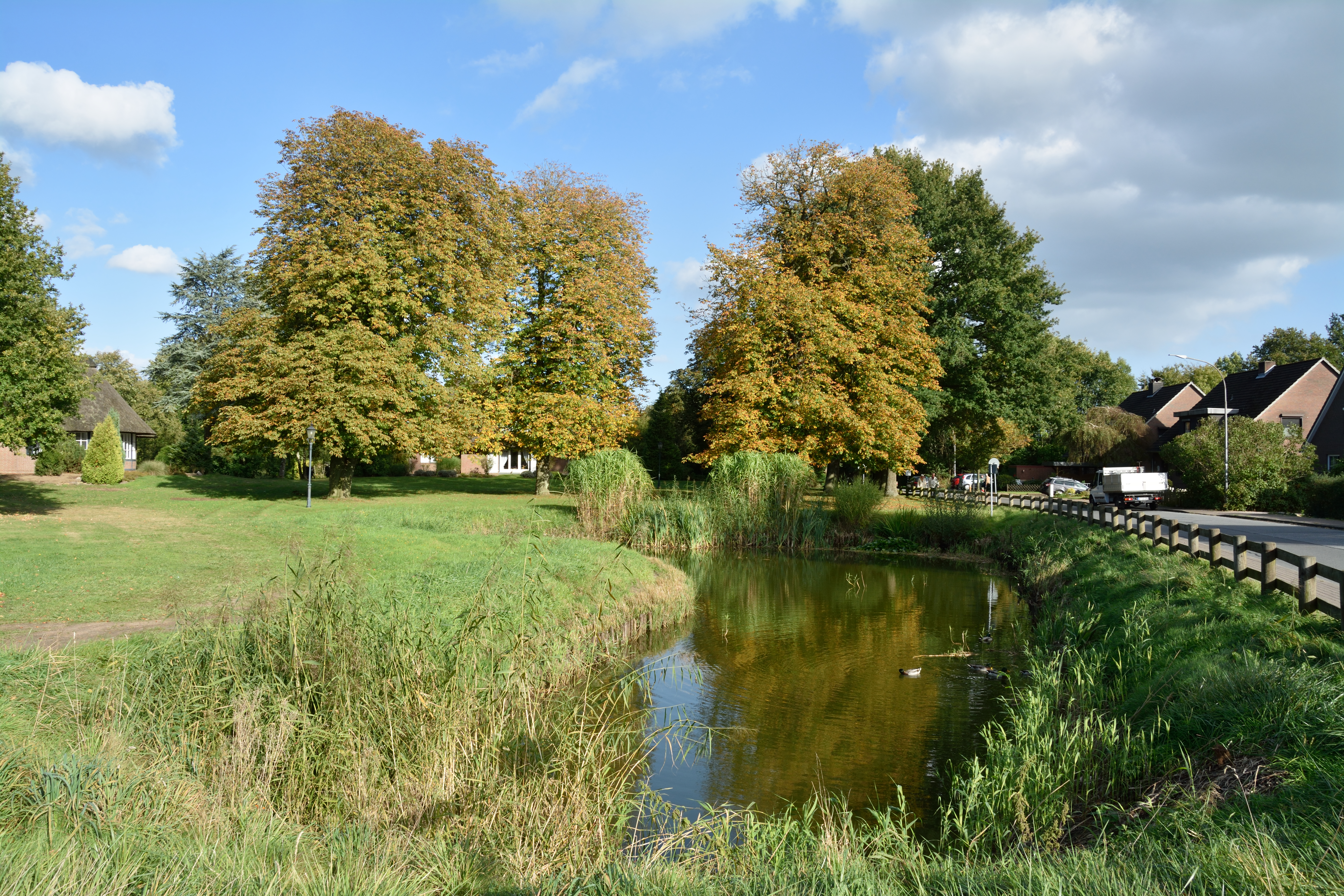
Impression aus der Gemeinde
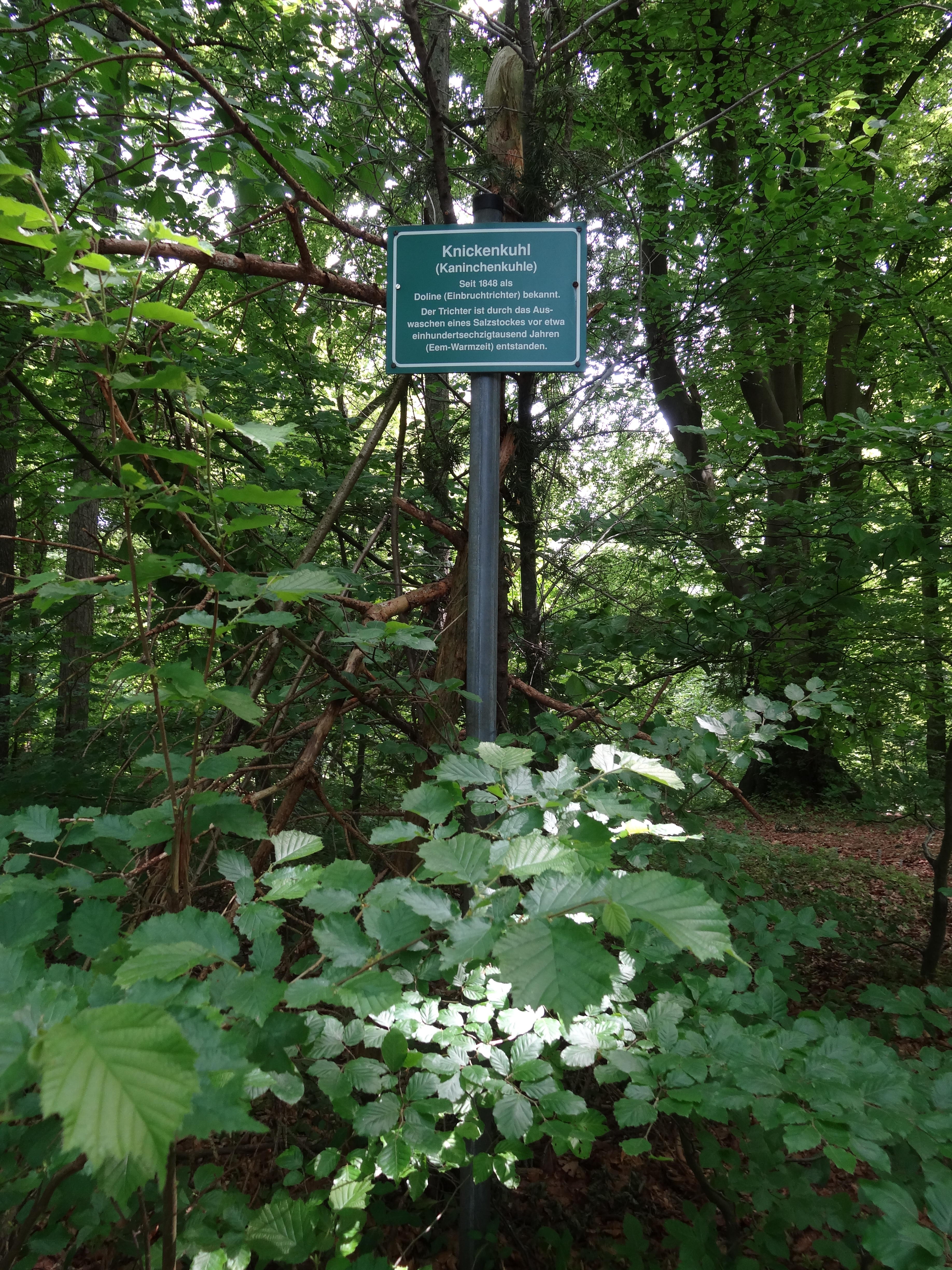
Es gibt mehrere Erdfälle, die bekannteste ist die Knickenkuhle
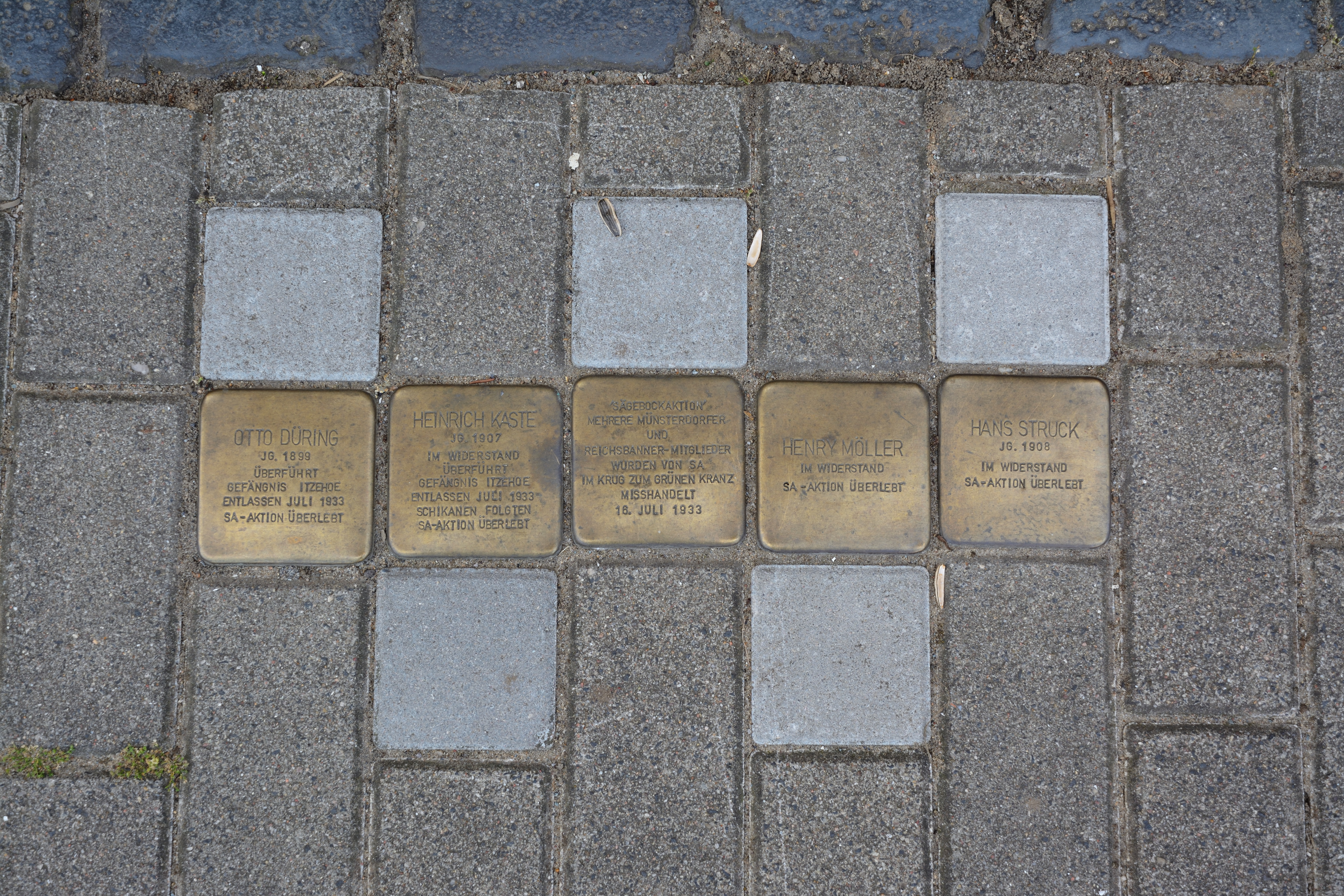
Stolpersteine für vier schwerst von der SA 1933 misshandelte Bürger